# Восточная полоса
Восточная полоса (исп. Banda Oriental) — историко-географическая область в Южной Америке.
Термин «Восточная полоса» появился в XVII веке: «Восточной полосой» (или «полосой чарруа») обитатели Асунсьона обозначали территорию к северу от Ла-Платы, от восточного берега реки Уругвай до Атлантического океана. На севере границей «Восточной полосы» служила южная граница региона Гуайра. В настоящее время на этой территории расположены государство Уругвай, а также бразильские штаты Риу-Гранди-ду-Сул и Санта-Катарина (частично).
В 1618 году территория Восточной полосы была подчинена испанскому губернаторству Рио-де-ла-Плата, однако в 1680 году португальцы основали на её южном побережье Колонию-дель-Сакраменто, и эти земли стали ареной борьбы между испанцами и португальцами. В 1750 году между странами был заключён Мадридский договор, по которому южная часть этих земель закреплялась за Испанией, а северная («Восточные миссии») — за Португалией, однако Договор в Эль-Пардо 1761 года отменил Мадридский договор. В 1777 году был подписан Договор в Сан-Ильдефонсо, согласно которому, в обмен на уступки в Бразилии, Испания получила всю Восточную полосу, которая была включена в состав вице-королевства Рио-де-ла-Плата. Ещё в 1751 году для защиты Восточной полосы было образовано отдельное губернаторство Монтевидео.
В 1810 году в результате Майской революции Рио-де-ла-Плата провозгласило независимость, став государством Соединённые провинции Южной Америки. В 1813 году на территории Восточной полосы была образована Восточная провинция с административным центром в Монтевидео. В 1817 году Восточная провинция была оккупирована Соединённым королевством Португалии, Бразилии и Алгарве. 18 июля 1821 года Восточная полоса была официально аннексирована Бразилией и получила название Сисплатина; при этом северные части Восточной полосы были присоединены к другим бразильским штатам.
В 1822 году Бразилия стала независимым государством. В августе 1825 года Тридцать три Ориенталес подняли восстание в Сисплатине, что привело к аргентино-бразильской войне. В 1828 году в соответствии с договором в Монтевидео в южной части Восточной полосы было образовано независимое государство Уругвай.